# Per Persson i Norrby
Per Persson (i riksdagen kallad Persson i Norrby), född 20 oktober 1884 i Alfta församling, Gävleborgs län, död där 4 november 1969, var en svensk lantbrukare och centerpartistisk politiker.
Persson var ledamot av riksdagens andra kammare från 1937 i valkretsen Gävleborgs län. Han var landstingsman från 1922.